# Club Ajedrez Alcoy
El Club Ajedrez Alcoy (en valencià, Club Escacs Alcoi) és una entitat dedicada a la pràctica i a la competició de la disciplina dels escacs i ubicada a la ciutat d'Alcoi, al País Valencià.
El club es va fundar al novembre de 1930, al Bar del Teatre Principal d'Alcoi. En els seus inicis, es componia d'un grup d'escaquistes que disputaven partides contra altres equips locals. Després de tindre la seu en diversos bars, el 1945 s'instal·la al Cercle Catòlic Obrer, on hi roman fins a l'any 1977, quan el Club alcoià marxa a uns locals propis del carrer del Mestre Serrano.
Com a equip de competició, el major èxit del Club Escacs d'Alcoi va ser el Campionat d'Espanya d'escacs per conjunts de 1965. A més a més, va ser club amfitrió en l'edició d'una dècada enrere, la de 1955. Un altre guardó destacat és un Premi del President de la República en un torneig regional de 1935.